# Quercus corrugata
Quercus corrugata — вид дубів, що росте в Мексиці й Центральній Америці.

## Морфологічна характеристика
Дерево може сягати понад 50 метрів у висоту; стовбур у діаметрі до 250 см. Кора розшаровується на вертикальні пластини, стає шорсткою і розтріскується на вертикальні борозни. Листки 5–20 × 2–7 см, опадні, від еліптичних до еліптично-ланцетних; верхівка загострена; основа клиноподібна чи ослаблена, іноді округла, асиметрична; край злегка чи не закручений, іноді хвилястий, цільний чи частіше з 8–16 парами зубців, крім як біля основи; верх безволосий і блискучий; низ майже такий самий, іноді з розсіяним зірчастим запушенням; ніжка листка 15–40 мм завдовжки, стає голою. Тичинкові сережки у довжину 5–6 см; маточкові 0.5 см завдовжки, 1–2-квіткові. Жолудь майже кулястий чи широко-еліпсоїдний, 20–23 мм завдовжки, поодинокий; чашечка охоплює 1/3 горіха; дозрівання у перший рік.

## Поширення
Ареал: Беліз, Коста-Рика, Сальвадор, Гватемала, Гондурас, Мексика, Нікарагуа, Панама. На висотах 850–2300 метрів